# Ivan Tahirović
Ivan Tahirović, slovenski nogometaš, * 23. junij 1965.
Tahirović je nekdanji profesionalni nogometaš, ki je igral na položaju vratarja. Celotno je branil za slovenske klube Ljubljano, Korotan in Svobodo. Skupno je v prvi slovenski ligi odigral 78 tekem. 